# ムハンマド・ハーシム・ハーン
ムハンマド・ハーシム・ハーン（パシュトー語: محمد هاشم خان、Mohammad Hashim Khan、1884年 - 1953年10月26日）は、アフガニスタンの政治家。ムハンマド・ナーディル・シャーの王位獲得に貢献し、17年間（1929年 - 1946年）に渡って首相を務めた。

## 経歴
ザーヒル・シャー国王の叔父であるユースフ・ハーンの息子。ナーディル・シャーの異母弟。
- 1907年10月 – ハビーブッラー・ハーン国王の警護隊長
- 1916年 – ヘラート総督
- 1919年12月 – ジャラーラーバード知事
- 1920年 – 東部州知事
- 1922年～1924年 – 国防相
- 1924年3月～1926年7月3日 – 駐ソ大使

1926年7月、フランスに渡り、ナーディル・シャーの側近に加わった。
1929年2月、ナーディル・シャーと共にアフガニスタンに帰国し、その王位獲得に貢献した。同年11月、カーブル奪取後、首相兼内務相に任命。1929年11月14日～1946年5月、首相。
1946年、病気を理由に引退。

## パーソナル
独身。